# 酸化マグネシウム
酸化マグネシウム（さんかマグネシウム、magnesium oxide）はマグネシウムの酸化物で、化学式MgOの化合物。白色または灰色の固体。苦土（くど）、カマ、カマグとも呼ばれる。
天然にはペリクレースとして産出するが、大気中の水分と反応してブルース石となる。

## 製法
金属マグネシウムを燃焼させると生成する。
{\displaystyle {\ce {2Mg\ + O2 -> 2MgO}}}
水酸化マグネシウムあるいは炭酸マグネシウムを加熱分解すると生成する。
{\displaystyle {\ce {Mg(OH)2 -> MgO\ + H2O}}}
{\displaystyle {\ce {MgCO3 -> MgO\ + CO2}}}
高温でホウ酸塩と酸化マグネシウムを融解したものを徐冷すると立方体の結晶が析出する。

## 性質
融点 2800 °C(3037.15K) 、沸点 3600 °C(3873.15K) 、密度3.65 g/cm3、水に難溶。塩化ナトリウム型の立方晶構造(Fm3m)を有する。その格子定数はa = 4.203 Åである。
水酸化マグネシウムあるいは炭酸マグネシウムを600 °C程度の低温で焼成してつくったものは、水と反応して水酸化マグネシウムを生じ、二酸化炭素および水を吸収して塩基性炭酸マグネシウム、酸およびアンモニウム塩水溶液に容易に溶けてマグネシウム塩を生成する。しかし1000 °C以上の高温で加熱されたものはより密度が高く、安定となり酸に容易には溶解しない。

## 反応
二酸化炭素や水をマグネシウムと反応させると、それらが還元されてそれぞれ炭素や水素が生じ、マグネシウムは酸化マグネシウムとなる。
{\displaystyle {\ce {2Mg\ + CO2 -> C\ + 2MgO}}}
{\displaystyle {\ce {Mg\ + H2O -> H2\ + MgO}}}
また、希塩酸に溶かしたとき、マグネシウム（銀灰色）は溶けて水素を発生するが、酸化マグネシウム（白色）は水素を発生しない。

## 利用

### 医薬品
胃内における制酸作用と腸内における緩下作用を持つ。制酸作用の発現に際して、CO2を発生しないため刺激のない制酸剤として奨用される。酸化マグネシウム1gは0.1mol/LHClの約500mLを中和できる。水に不溶性なので、NaHCO3（炭酸水素ナトリウム）に比較すると制酸性は遅効性で、作用時間も長い。また、腸内では難吸収性の重炭酸塩又は炭酸塩となり、浸透圧維持のため腸壁から水分を奪い腸管内容物を軟化することにより緩下作用を現す。本剤は非吸収性であり、アルカローシスを生じない。

#### 副作用
腎不全患者での高マグネシウム血症（不整脈や呼吸抑制が起こる）が見られ、高齢者の死亡例が報告されている。また下痢を引き起こす傾向がある。